# Martti Larni
Martti Johannes Larni, eredeti nevén Laine (Helsinki, 1909. szeptember 22. – Helsinki, 1993. március 7.) finn író, újságíró.

## Élete és munkássága
Johan Viktor Laine festő és felesége, Matilda Puntilla negyedik gyermekeke volt. 15 évesen kezdett verseket, novellákat írni. Miután befejezte tanulmányait, a '30-as évektől újságíróként bejárta Európát, 1948 és 1949, majd 1951 és 1954 között pedig az USA-ban élt. 1958-tól 1964-ig alelnöke, majd 1964 és 1967 között elnöke a Finn Írók Szövetségének.
Elsősorban regényeket, novellákat írt, kedvelt műfaja a szatirikus regény. A finn rádió és televízió számára hangjátékokat és forgatókönyveket írt. Fordítóként a francia nyelvterület iránt érdeklődött.
Külföldön A negyedik csigolya című amerikai élményein alapuló szatirikus regénye keltett nagy érdeklődést. Minnesota palaa című regényében Amerikába kivándorolt honfitársai életéről ír. Az 1959-ben megjelent A szép disznópásztorlány-ban a finn társadalmat kritizálja, Az elsőszülött című humoros regényében pedig a gyermekközpontú család eltorzulását és a pszichológusokat állítja pellengérre. Művei több mint 20 nyelven jelentek meg.

## Magyarul
- A negyedik csigolya avagy Mr. Finn Amerikában; ford. Firon András; Európa, Bp., 1961
- A szép disznópásztorlány, avagy. Minna Karlsson-Kananen gazdasági tanácsos visszaemlékezései. Szatirikus regény; ford. Nagy Kálmán; Irodalmi, Bukarest, 1968 (Horizont könyvek)
- Az elsőszülött; ford. Gombár Endre; Európa, Bp., 1977